# Житино
Житино — деревня в Волоколамском районе Московской области России.
Относится к Теряевскому сельскому поселению, до муниципальной реформы 2006 года относилась к Чисменскому сельскому округу. Население — 0 чел. (2010).

## География
Деревня Житино расположена примерно в 15 км к северо-востоку от города Волоколамска, на левом берегу реки Большой Сестры (бассейн Иваньковского водохранилища). Ближайшие населённые пункты — деревни Темниково, Поречье и Кузяево.

## Население
| 1852 | 1859 | 1890 | 1899 | 1926 | 2002 |
| ---- | ---- | ---- | ---- | ---- | ---- |
| 65   | ↗67  | ↗102 | ↘94  | ↗134 | ↘3   |
| 2006 | 2010 |      |      |      |      |
| ↗7   | ↘0   |      |      |      |      |

## История
В «Списке населённых мест» 1862 года Житино — владельческая деревня 1-го стана Клинского уезда Московской губернии по левую сторону Волоколамского тракта, в 39 верстах от уездного города, при реке Сестре, с 8 дворами и 67 жителями (30 мужчин, 37 женщин).
По данным на 1890 год входила в состав Калеевской волости Клинского уезда, число душ составляло 102 человека.
В 1913 году — 16 дворов.
В 1917 году Калеевская волость была передана в Волоколамский уезд.
По материалам Всесоюзной переписи населения 1926 года — деревня Ильинского сельсовета Калеевской волости Волоколамского уезда, проживало 134 жителя (64 мужчины, 70 женщин), насчитывалось 24 крестьянских хозяйства.
С 1929 года — населённый пункт в составе Волоколамского района Московской области.